# Ignacy Dobrogoyski
Ignacy Dobrogoyski, także znany pod nazwiskiem Dobrogojski (ur. 27 lipca 1772, zm. kwiecień 1825) – polski wojskowy, uczestnik wojen napoleońskich. Syn Macieja, podczaszego bracławskiego, oraz Marianny z Trąmpczyńskich. Po ojcu był dziedzicem Leśniewa i Leśniewka.
Brał udział w kampanii 1794. W wojsku Królestwa Polskiego był podpułkownikiem.
Za swe męstwo otrzymał Krzyż Kawalerski Virtuti Militari.
Kapitan w 8 Pułku Piechoty Księstwa Warszawskiego, mianowany szefem batalionu 27.05.1809, odznaczony krzyżem Legii Honorowej 22.08.1812 (za Smoleńsk), major 18.01.1813. 
W 1813 wszedł do 4 Pułku Piechoty Księstwa Warszawskiego, w bitwie pod Lipskiem po zranieniu płk. Michała Cichockiego 16 października 1813 objął komendę pułku, ranny 19 października 1813 (ostatniego dnia bitwy pod Lipskiem), odznaczony krzyżem oficerskim Legii Honorowej 23.10.1813. W 1814 wrócił do Kraju z Pułkiem Nadwiślańskim. 
Przynależał do związków masońskich. W roku 1820 notowany jako wolnomularz, były podpułkownik, członek czeladnik loży "Bracia Polscy Zjednoczeni". Oskarżony o przynależność do Wolnomularstwa Narodowego.
Jego synem był Stanisław Dobrogoyski.